# 彭西·希伍德
彭西·约翰·希伍德（英語：Percy John Heawood，1861年8月1日—1955年1月24日，生于英国什罗普郡纽波特，卒于英国达勒姆）是一名英国数学家，先后在伊普斯威奇学校和牛津大学埃克塞特学院接受教育。希伍德于1885年担任杜伦大学数学讲师，此后一直在杜伦大学任教直至1939年退休。希伍德于1897年至1901年间接替富兰克·杰文斯成为圣卡斯伯特学院的监督员，1910年成为正教授，1926年至1928年间担任校长。希伍德曾筹款12万英镑用于避免达勒姆城堡塌陷至威尔河中，他因这一事件而被表彰以大英帝国勋章。
希伍德的兴趣之一是希伯来语。他的昵称是“Pussy”。他是物理学家欧里佛·洛兹的表弟。每年杜伦大学对在大学最后一年中表现杰出的数学系毕业生授予希伍德奖。

## 四色问题

四色问题的一个例子

希伍德一生中花了大约60年研究四色问题。阿尔弗雷德·肯普于1879年发表了对四色定理的证明。然而1890年希伍德发表一篇论文指出肯普的证明中存在错误，在同一篇论文中希伍德证明了比四色定理弱的五色定理。肯普表示他无法修正这个错误，因此四色定理又重新成为一个猜想。此后，希伍德分别于1897年、1932年、1936年、1943年、1944年和1949年发表有关四色问题的论文。他1949年在四色问题上发表的最后一篇论文和在1890年发表的第一篇论文以同样的标题命名。最终凯尼斯·阿佩尔和沃夫冈·哈肯在1976年借助计算机证明了四色定理。